# 石家庄电视塔
石家庄电视塔，位于河北省石家庄市世纪公园内，始建于1997年1月，2000年10月1日正式对外开放，塔高280米。
它是石家庄市标志性建筑之一，整个钢塔坐落在由48根深38米的桩基支撑的4个坚固的承台上，在高空60米处合拢形成了下塔楼。塔座部分是中央大厅，第一层，第二层是设备用房和商务，游览区，第三层是电视、广播发射、控制机房。